# لودویگ یکم، پادشاه بایرن
لودویگ یکم (به آلمانی: Ludwig I) (زادهٔ ۲۵ اوت ۱۷۸۶ – مرگ ۲۹ فوریه ۱۸۶۸) پادشاه بایرن از سال ۱۸۲۵ تا انقلاب مارس در ۱۸۴۸ بود. در این زمان و با بالاگرفتن اعتراضات او به سود پسر بزرگش ماکسیمیلیان دوم از پادشاهی کناره‌گرفت.
از اقدامات او انتقال دانشگاه لودویگ ماکسیمیلیان از لندشوت به مونیخ بود. وی پشتیبان هنر بود و دلبستگی بسیاری به یونان باستان داشت. این دلبستگی‌اش سبب‌شد تا از جنگ استقلال یونان پشتیبانی کند. پس از آنکه یونان مستقل شد پسر لودویگ اتو به پادشاهی آن سامان رسید.